# ديفي بالانتا
ديفي بالانتا (بالإسبانية: Deivy Balanta)‏ (2 سبتمبر 1993 كولومبيا - ) هو لاعب كرة قدم كولومبي، شارك في كرة القدم في الألعاب الأولمبية الصيفية 2016.

## وصلات خارجية
ديفي بالانتا على موقع قاعدة بيانات كرة القدم.إي يو (الإنجليزية)
- ديفي بالانتا على موقع Soccerway.com (الإنجليزية)
- ديفي بالانتا على موقع أوليمبيديا (الإنجليزية)